# Isidoro (fumetto)
Isidoro (Heathcliff) è un personaggio immaginario protagonista di una omonima serie a fumetti a vignette singole ideata da George Gately. Dal 1998 la serie è realizzata da Peter Gallagher (nessun rapporto con l'omonimo attore), nipote di Gately.
La serie prevede generalmente una vignetta singola dal lunedì al sabato e una striscia la domenica. Il personaggio è stato anche protagonista di due serie animate televisive (1980 e 1984) e di merchandising. In Italia le sue vignette sono apparse tra gli anni settanta e novanta sul settimanale Topolino.

## Storia
George Gately ideò il personaggio nel 1973. Sebbene la striscia avesse ottenuto sin da subito un buon successo, il futuro della stessa non era affatto garantito e, nel 1974, il Los Angeles Times decise di abbandonare la pubblicazione. Più di 900 lettori scrissero lettere di reclamo inducendo il giornale a reintegrare la striscia dopo poche settimane.
Con la popolarità del personaggio arrivarono opportunità di merchandising, animazione e altre iniziative accessorie. Il vero potenziale di Heathcliff non era relegato alla carta da giornale ma a tutte le iniziative che vi ruotavano attorno. Nel 1982, le offerte di merchandising del felino erano così redditizie che Gately e soci incassarono 55 milioni di dollari di entrate derivanti dalle licenze.
Nell'ottobre del 1981, l'Asbury Park Press del New Jersey decise di assegnare spazio a uno dei principali fumetti con protagonista un gatto e chiese ai lettori di decidere quale sarebbe stato: Garfield vinse, ma solo per un soffio: 326 voti contro 324 di Isidoro.

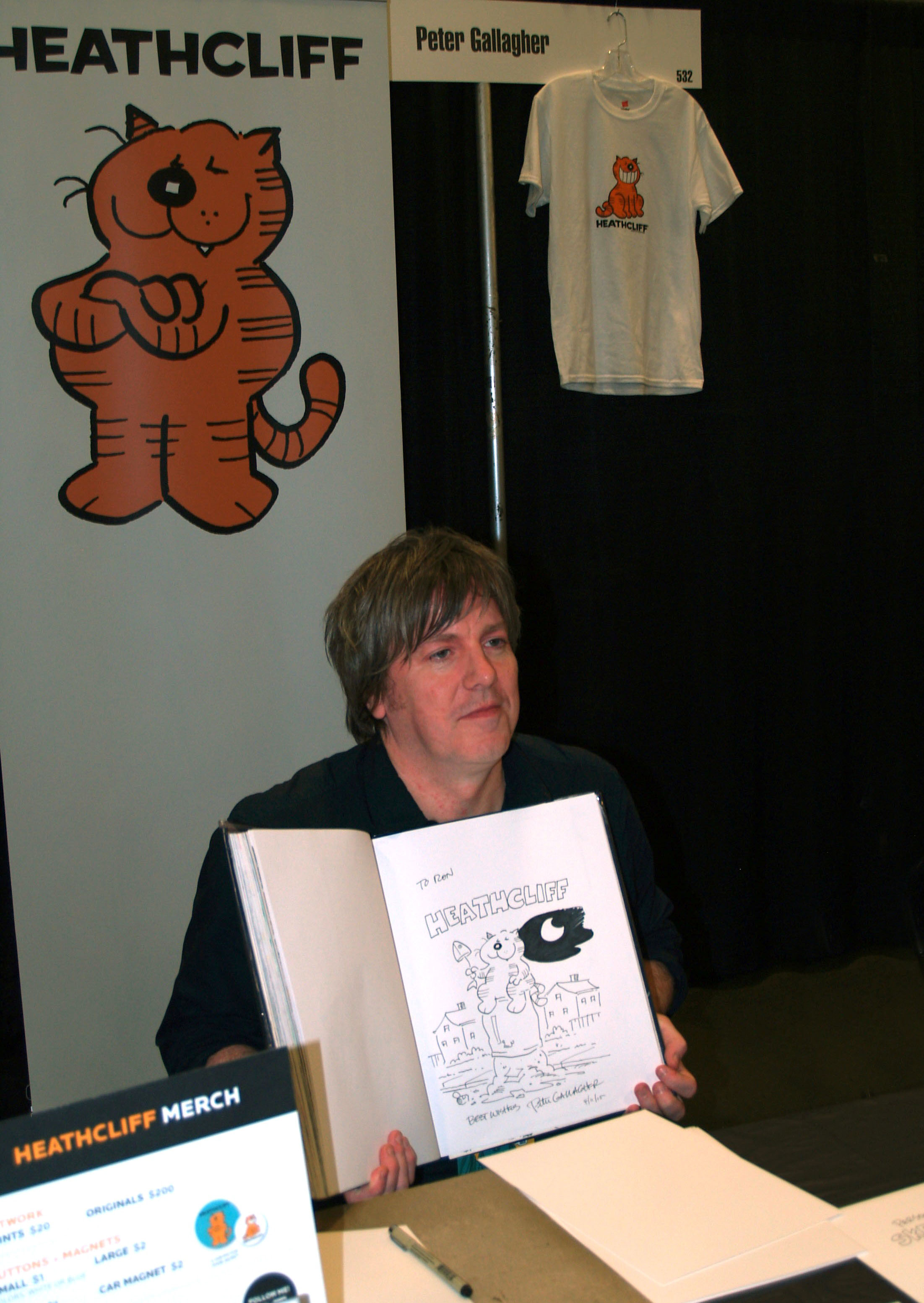
Il disegnatore Peter Gallagher, continuatore della serie

Oggi la serie viene portata avanti da Peter Gallagher anche sui nuovi mezzi di comunicazione, come i social network.

## Caratterizzazione del personaggio
La striscia si svolge in una città immaginaria chiamata Westfinster.
Isidoro è un gatto dal pelo arancione, attaccabrighe, grassoccio e molto astuto. Nelle strisce compare a volte con indosso una giacca di pelle e un paio di occhiali da sole da bullo. Isidoro appartiene alla famiglia Nutmeg, composta dal piccolo Iggy, dal nonno e dalla nonna. Mentre gli adulti a volte sono in conflitto con il gatto, i bambini lo adorano ed è il loro migliore compagno di giochi, in particolare di Willy, il migliore amico di Iggy, e di Marcy, una bambina del vicinato con cui Isidoro (vestito con abiti da neonato) ha giocato fingendo di essere un pargolo nella carrozzina.
Isidoro trascorre le sue giornate a spasso nel quartiere, dove compie le sue scorribande da solo o in compagnia. Litiga con i cani del vicinato e in particolare col bulldog Spike - vincendo sempre e ridicolizzando il padrone, Muggsy Faber, un bulletto locale - ruba nel negozio di pesce e di carne, assalta il furgoncino della consegna del latte, rovescia i secchioni dell'immondizia mentre stanno arrivando gli spazzini, fa da informatore per l'accalappiacani ecc. Un altro cane, di nome Chauncey, a differenza di Spike, è amichevole con Isidoro. Quando Isidoro è in casa dà la caccia agli altri animali domestici: topolini, uccelli e pesciolini. Se un ospite dei nonni non gli piace gli si accovaccia in testa o gli getta sulla stessa la ciotola del cibo.
A volte lo si vede di fronte al giudice che sta per condannarlo ma anche in quel caso non perde il suo sangue freddo e cerca di trovare una scappatoia. In alcune occasioni guida un'automobile dalle fattezze di gatto per inseguire i topi. Un visitatore occasionale è il padre di Isidoro che indossa una iconica divisa carceraria a strisce bianche e nere. Talora appaiono anche altri parenti, spesso abbigliati come il padre.
Dopo il pesce fresco ed il latte, Isidoro ha un solo amore, la micia persiana Sonja, per la quale egli diventa il più adorabile dei gatti. Il proprietario di Sonja considera Isidoro con fastidio, soprattutto quando riporta Sonja a casa tardi; ma sua moglie invece lo vede come un gatto che ama la micetta e la tratta come una regina, e spesso fa notare la galanteria di Isidoro al suo ignaro marito.
A partire dalla gestione Gallagher, le vignette hanno spesso temi ripetitivi come gomma da masticare per volare, camei di altri personaggi di fumetti, caschi, robot, una scimmia chiamata Garbage Ape, il Gigante mangia-uomini e così via. Questi riferimenti non sono sempre immediati, soprattutto per i lettori occasionali.

## Versioni estere
- Svezia: "Katten Nisse" (Nisse il gatto)
- Finlandia: "Katti-Matti"
- Polonia: "Łebski Harry"
- Francia: "Isidore"
- USA: "Heathcliff"
- Messico: "Heathcliff"
- Brasile: "Lorde Gato" all'inizio, in seguito assunse il nome originale di "Heathcliff"
- Spagna: "Isidoro"
- Venezuela "Pícaro, el gato"

## Altri media

### Televisione
Il personaggio è stato protagonista negli anni ottanta di due serie televisive animate dove a differenza delle strisce pubblicate sui giornali, è in grado di parlare.
- Isidoro Show (1980, 25 episodi): trasmessa negli Stati Uniti d'America dal 4 ottobre 1980 al 18 settembre 1982 da Ruby-Spears Productions, è divisa in due parti: la prima vede il personaggio alle prese con il cane Spike, e si innamora della gatta Sonia; vengono poi introdotti Dingbat, il cane vampiro con la sua banda dei Creeps, Spare Rib lo scheletro trasformista e la zucca capo Nobody. La seconda parte introduce l'alano Sansone.
- Isidoro (1984, 86 episodi): trasmessa negli Stati Uniti d'America dal 5 settembre 1984 al 1987 e realizzata da DiC Entertainment, è anch'essa divisa in due parti: la prima, di 65 puntate, è incentrata maggiormente sull'incontro con Riff Raff e la sua gang dei gatti.

In entrambe le serie è stato doppiato dall'attore Massimo Dapporto.

### Cinema
- Heathcliff: The Movie (1986): realizzato da DiC Entertainment proiettato nei cinema americani a partire dal 17 gennaio 1986.

Il film è inedito in Italia.

## Merchandising
Una delle confezioni Play DAS dell'Adica Pongo fu dedicata a Isidoro.